# Elija Godwin
Elija Godwin (* 1. Juli 1999 in Covington, Georgia) ist ein US-amerikanischer Leichtathlet, der sich auf den Sprint spezialisiert hat. Seinen größten sportlichen Erfolg feierte er im Jahr 2021 mit dem Gewinn der Bronzemedaille in der Mixed-Staffel bei den Olympischen Sommerspielen in Tokio.

## Sportliche Laufbahn
Erste Erfahrungen bei internationalen Meisterschaften sammelte Elija Godwin im Jahr 2018, als er bei den U20-Weltmeisterschaften in Tampere in 3:05,26 min die Silbermedaille mit der US-amerikanischen 4-mal-400-Meter-Staffel gewann. Anschließend begann er im Herbst ein Studium an der University of Georgia. Im Jahr darauf erlitt er eine schwere Trainingsverletzung, als ihn ein Speer in den Rücken traf. 2021 erhielt er einen Startplatz in der Mixed-Staffel über 4-mal 400 Meter für die Olympischen Sommerspiele in Tokio und kam dort im Vorlauf zum Einsatz und trug damit zum Gewinn der Bronzemedaille der US-amerikanischen Mannschaft bei. 2022 wurde er NCAA-College-Hallenmeister in der 4-mal-400-Meter-Staffel und im Juli siegte er bei den Weltmeisterschaften in Eugene mit 2:56,17 min im Finale gemeinsam mit Michael Norman, Bryce Deadmon und Champion Allison und gewann zudem in 3:10,16 min gemeinsam mit Allyson Felix, Vernon Norwood und Kennedy Simon die Bronzemedaille in der Mixed-Staffel hinter den Teams aus der Dominikanischen Republik und den Niederlanden. 2023 wurde er NCAA-Hallenmeister über 400 Meter und 2025 siegte er mit der Staffel in 3;03,13 min gemeinsam mit Brian Faust, Jacory Patterson und Christopher Bailey bei den Hallenweltmeisterschaften in Nanjing.

## Persönliche Bestzeiten
- 200 Meter: 20,32 s (+1,6 m/s), 30. April 2021 in Athens
  - 200 Meter (Halle): 20,60 s, 12. Februar 2022 in Clemson
- 400 Meter: 44,34 s, 25. Mai 2022 in Eugene
  - 400 Meter (Halle): 44,75 s, 25. Februar 2023 in Fayetteville